# Нария
Нария (бенг. নড়িয়া, англ. Naria) — город в центральной части Бангладеш, административный центр одноимённого подокруга. Площадь города равна 3,18 км². По данным переписи 2001 года, в городе проживало 20 467 человек, из которых мужчины составляли 48,05 %, женщины — соответственно 51,95 %. Плотность населения равнялась 6436 чел. на 1 км². Уровень грамотности населения составлял 52 % (при среднем по Бангладеш показателе 43,1 %). 